# Vera Cruz (Portel)
Vera Cruz is een plaats (freguesia) in de Portugese gemeente Portel en telt 456 inwoners (2001).